# 许淑净
許淑淨（1991年5月9日—）是中華民國女性舉重運動員、教練，臺灣雲林縣崙背鄉客家人，體重53公斤，身高159公分。獲得倫敦奧運53公斤級舉重金牌和里約奧運53公斤級舉重金牌，共計二面奧運會金牌，亦為台灣目前擁有最多奧運金牌的運動員之一。
由于2012年倫敦奧運原金牌得主趙常玲陷入藥檢問題；2016年10月21日，奥委会宣布复检不通过并作出撤销趙的成绩处分；2016年11月7日，國際舉重總會通告药检复检结果失败和撤销成绩，後由許淑淨遞補金牌。
目前就讀國立體育大學競技與教練科學研究所博士班。

## 經歷
- 获得2014年仁川亞運女子53公斤級金牌
- 2015年世界舉重錦標賽女子53公斤級金牌。
- 2012年倫敦奧運舉重女子53公斤級获得銀牌（由於金牌得主藥檢未過，因此國際舉重總會正式宣佈遞補金牌[11]）。
- 2016年里约奥运，許淑淨成功在53公斤級奪得金牌，為中華台北奪下該屆賽事的第一面金牌，亦是該代表團12年來首面奥运金牌[12][註 1]。

### 舉重啟蒙
許淑淨在國小時是籃球校隊，但升入雲林崙背國中時籃球隊解散。不久獲得啟蒙舉重教練吳奇宸（原名吳美儀）賞識改練舉重。她父親得知原本反對，怕她長不高，但許淑淨非常愛好舉重，堅持不放棄。她父親後來見到吳奇宸身高165公分，加上不斷的溝通，纔改變態度。2000年雪梨奧運前夕因舉重協會爆發內訌而遭禁賽的吳美儀在崙背國中擔任體育老師時看到許淑淨後高度評價，不想讓她的舉重才能被埋沒，也重新點燃她對舉重的熱情。吳奇宸說「看到淑淨就好像看到自己的過去。」許淑淨和當年的她一樣，練舉重練出興趣，連半夜躺在床上都在聊動作，聊到興起還會半夜爬起來實地操作。
高中和大學都在高雄市就讀，曾就讀於高雄市立海青高級工商職業學校和高雄市立文山高級中學，跟著鍾永吉、吳再富、在洛杉磯奧運為台灣贏得一面銅牌的前舉重國手蔡溫義等教練。高中畢業時是全校第一名，原本可以甄選上臺灣師範大學，但她選擇進入高雄市正修科技大學就讀。

### 國手生涯
2009年，大專院校九十八學年度舉重錦標賽獲得金牌。
2009年，許淑淨奪得世界青年錦標賽銀牌。
2010年，許淑淨於全國青年盃舉重錦標賽獲得金牌，大專院校99學年度舉重錦標賽獲得金牌。
2010年，許淑淨在廣州亞運會女子53公斤級舉重比賽中以196公斤的成績獲得第六名。
2011年，許淑淨於2011年世界大學生夏季運動會以抓舉92公斤、挺舉115公斤，總和成績207公斤獲得銀牌。
2011年11月，許淑淨在巴黎舉行的世界舉重錦標賽以93公斤贏得抓舉項目的銅牌，挺舉120公斤，總和成績213公斤獲得第四名。

#### 初戰奧運
2012年倫敦奧運許淑淨參加女子53公斤級決賽，以抓舉96公斤、挺舉123公斤，總和成績219公斤。雖然與銅牌選手總和成績相同，由於體重略輕因而獲得銀牌，這是2012年夏季奧林匹克運動會中華台北代表團的第一面獎牌。
倫敦奧運前，吳奇宸南下高雄探視昔日教練、也是這次台灣隊總教練的蔡溫義，她感性地對蔡溫義說：「12年前，原本應該是你帶我去雪梨，但沒去成，這一次換成你帶我的選手，去完成我們當年未完成的奧運夢。」許淑淨也實現和吳奇宸的約定，把奧運銀牌帶回來，讓吳奇宸舉重生涯不再有遺憾。許淑淨表示領獎時很感動，還特地用手指比向場邊高懸代表中華民國的中華奧林匹克委員會會旗，向全世界驕傲宣告：「我是臺灣人！」
許淑淨獲得銀牌消息公開後，中華民國總統馬英九發賀電表揚許淑淨，同為崙背鄉客家人的民主進步黨籍立委李應元和雲林縣立委劉建國、國民黨籍立委張嘉郡，紛紛向許家致賀；體委會主委戴遐齡賽后也趕到混合採訪區，頒發馬英九的賀電。根據「國光體育獎章及獎助學金頒發辦法」，獲得奧運銀牌，將得到一等二級體育獎章，可一次領取獎助學金新台幣700萬元，或終身按月領取3.8萬元。

#### 仁川亞運會
2014年9月21日，許淑淨在2014年亞洲運動會女子53公斤級舉重比賽中抓舉101公斤、挺舉132公斤，以總和成績233公斤獲得金牌，為中華代表團拿下本屆仁川亞運的首面金牌，且打破中國選手李萍總和230公斤紀錄，締造新的53公斤級總和成績舉重世界紀錄。在本次賽事中擊敗從中國大陸轉籍哈薩克的老對手趙常玲，報了2012年倫敦奧運落敗的一箭之仇，當時趙常玲擊敗許淑淨奪金。

#### 倫敦奧運成绩更动
在2016年里約奧運開幕前夕，從中國大陸轉籍哈薩克的老對手趙常玲被國際舉重協會發現使用禁藥。2016年6月30日，趙常玲重驗藥檢未過，待國際奧會正式通知後將由許淑淨遞補金牌。11月7日，國際舉重總會（IWF）正式宣佈，趙常玲重驗藥檢未過，已通告國際奧會。2020年12月14日，國際奧會正式發函通知中華奧會由許淑淨遞補金牌。2021年5月5日，正式授頒此面金牌。

#### 再戰奧運
2016年時以中華台北代表團身份參加里約奧運女子53公斤級，抓舉依序為92公斤、96公斤、100公斤，三把皆成功。挺舉第一把112公斤成功，但第二把126公斤失敗。許淑淨最後以總和212公斤拿下金牌，為中華台北在該屆奧運的首面獎牌。根據「國光體育獎章及獎助學金頒發辦法」，獲得奧運金牌，將得到一等一級體育獎章，可一次領取獎助學金新台幣2000萬元，再加台灣奧會主席林鴻道加碼新台幣1000萬元，總計將可領到新台幣3000萬元獎助學金。為表彰她在競技體育上的優異表現，2016年12月29日獲頒中華民國四等景星勳章。

### 退休
2018年6月3日，許淑淨宣布退休，轉任教練。她在聲明中表示因為自己多年累積的膝傷及2017年世錦賽的傷害，導致無法投入完整的訓練，在與教練、醫師等討論後決定結束選手生涯。
2019年3月27日，中華奧林匹克委員會召開記者會宣布許淑淨於2017年11月接受藥檢復驗並於隔年1月確認未通過，使她遭到禁賽三年、繳回2017年世界舉重錦標賽所得銀牌，由於世界反運動禁藥機構（WADA）要求中華奧會公佈使用禁藥的選手名字及禁賽期限，因而公諸於眾。使用禁藥一事曝光後，許淑淨於臉書粉絲專頁發表聲明稱係因服用了親友推薦的膳食補充劑才導致禁藥檢驗呈陽性反應。2019年3月6日，WADA來函糾舉許淑淨不得擔任教練，中華奧會再次通知體育署與國家運動訓練中心不得聘用違反運動禁藥規定的人員，原任國訓中心教練的許淑淨也配合離職。

## 荣誉

### 中华民国勋章奖章
- 四等景星勋章（2016年12月29日于台北总统府颁授[36]）

## 著作
- 《逐夢計畫─35個點夢成真的一句話》〈舉出力爭上游的夢想〉，出版社：正中書局，2014年。

## 外部連結
- 许淑净在国际奥林匹克委员会的资料
- 许淑净的Facebook專頁
- 許淑淨的Instagram帳戶
- 許淑浄奧運榮耀過後的紀律生活（页面存档备份，存于）